# Paul Hirsch (Bibliothekar)
Paul Hirsch (* 18. Januar 1860 in Waldenburg/Schlesien, Landkreis Waldenburg, Provinz Schlesien; † 3. Oktober 1929 in Bonn) war ein deutscher Bibliothekar und Klassischer Philologe.

## Wirken
Paul Hirsch studierte nach seiner Reifeprüfung 1881 in Lyck (Ostpreußen) Klassische Philologie und Archäologie an der Universität Königsberg und promovierte dort 1884 bei Gustav Hirschfeld und Adalbert Bezzenberger. Das Staatsexamen legte er 1885 ab und arbeitete kurze Zeit (1885/86) im Schuldienst. 1889 begann er seine berufliche Tätigkeit als Bibliothekar, zunächst an der Universitätsbibliothek Königsberg, 1891 wechselte er an die Königliche Bibliothek in Berlin, 1895 kehrte er an die Universitätsbibliothek Königsberg zurück, 1899 wechselte er an die Universitätsbibliothek Münster. Von 1901 bis 1911 war er an der Universitätsbibliothek Berlin beschäftigt, von 1911 bis 1924 schließlich an der Universitätsbibliothek Bonn, als deren stellvertretender Direktor er zuletzt amtierte.

## Schriften
- Phrygiae de nominibus oppidorum. Dissertation Universität Königsberg 1884 (Digitalisat) (mit einem Lebenslauf).
- Die „Kriegssammlung“ der Königlichen Bibliothek Berlin. In: Beiträge zur Bücherkunde und Philologie, Jg. 1903, S. 97–106.
- Über die äußere Einrichtung des Bücherversands und des Leihverkehrs. In: Zentralblatt für Bibliothekswesen, Bd. 21 (1904), S. 373–379.
- Bibliographie der deutschen Regiments- und Bataillons-Geschichten. Mittler, Berlin 1905.
- Bibliographie der französischen Truppengeschichten. Mittler, Berlin 1906.
- Rheinischer Zeitschriften-Katalog. Im Auftrag des Verbandes rheinischer Bibliotheken. Georgi, Bonn 1914.